# 데니지 프라가
데니지 프라가(Denise Fraga, 1965년 10월 15일 ~ )는 브라질의 배우이다.